# Лехта
Ле́хта (фин. Lehto) — село в составе Сосновецкого сельского поселения Беломорского района Республики Карелия.

## Общие сведения
Расположено на западном побережье озера Шуезеро (о. Пелдошари — фин. peldo «поле», саари (шари, шаари, шары) — остров), в 12 километрах западнее посёлка Пушной.
В селе сохраняется памятник истории — братская могила советских воинов, погибших в годы Великой Отечественной войны. В могиле захоронено 54 воина. В 1962 году на могиле была установлена скульптурная композиция, изображающая коленопреклонённую женщину и стелу с приспущенными знамёнами.

## Население
| 1939 | 2002 | 2009 | 2010 | 2013 |
| ---- | ---- | ---- | ---- | ---- |
| 957  | ↘73  | ↘28  | ↘24  | ↗27  |

## История
В XIX веке входило в состав Летнеконецкой (Шуезерской) волости Кемского уезда Архангельской губернии. Волостное правление находилось в деревне Летний-конец (она же Ноттоваракка).
В 1920 Кемский уезд был передан в состав Карельской трудовой коммуны. Всего в неё вошли 43 волости трёх уездов. В 1923 году коммуна была преобразована в Автономную Карельскую ССР.
29 августа 1927 года согласно постановлению ВЦИК «О районировании КАССР» вместо уездов и волостей были созданы 26 районов. В том числе был создан Тунгудский район, а Лехта стала его административным центром. Тунгудский район существовал с 1927 по 1955 год.
В Великую Отечественную войну Лехта сильно пострадала от налетов вражеской авиации, на это время райцентр переносили в село Рамое.
В 1955 году территория Тунгудского района вошла в состав Беломорского — село Лехта потеряло свою значимость как райцентр, но осталось центром Лехтинского сельсовета. Территория Лехтинского сельсовета охватывала центральную часть современного Беломорского района в окрестностях озёр Шуезеро и Летнего. Сельсовет граничил с Тунгудским сельсоветом, и Сосновецким горсоветом на западе и с Летнереченским горсоветом на юге. Административным центром Лехтинского сельсовета был посёлок Пушной. Остальными населёнными пунктами сельсовета были: Летнее Озеро, Лехта, Ноттоваракка и Шуезеро.
С октября 2004 года входит в состав Сосновецкого сельского поселения.

## Галерея

Лехта
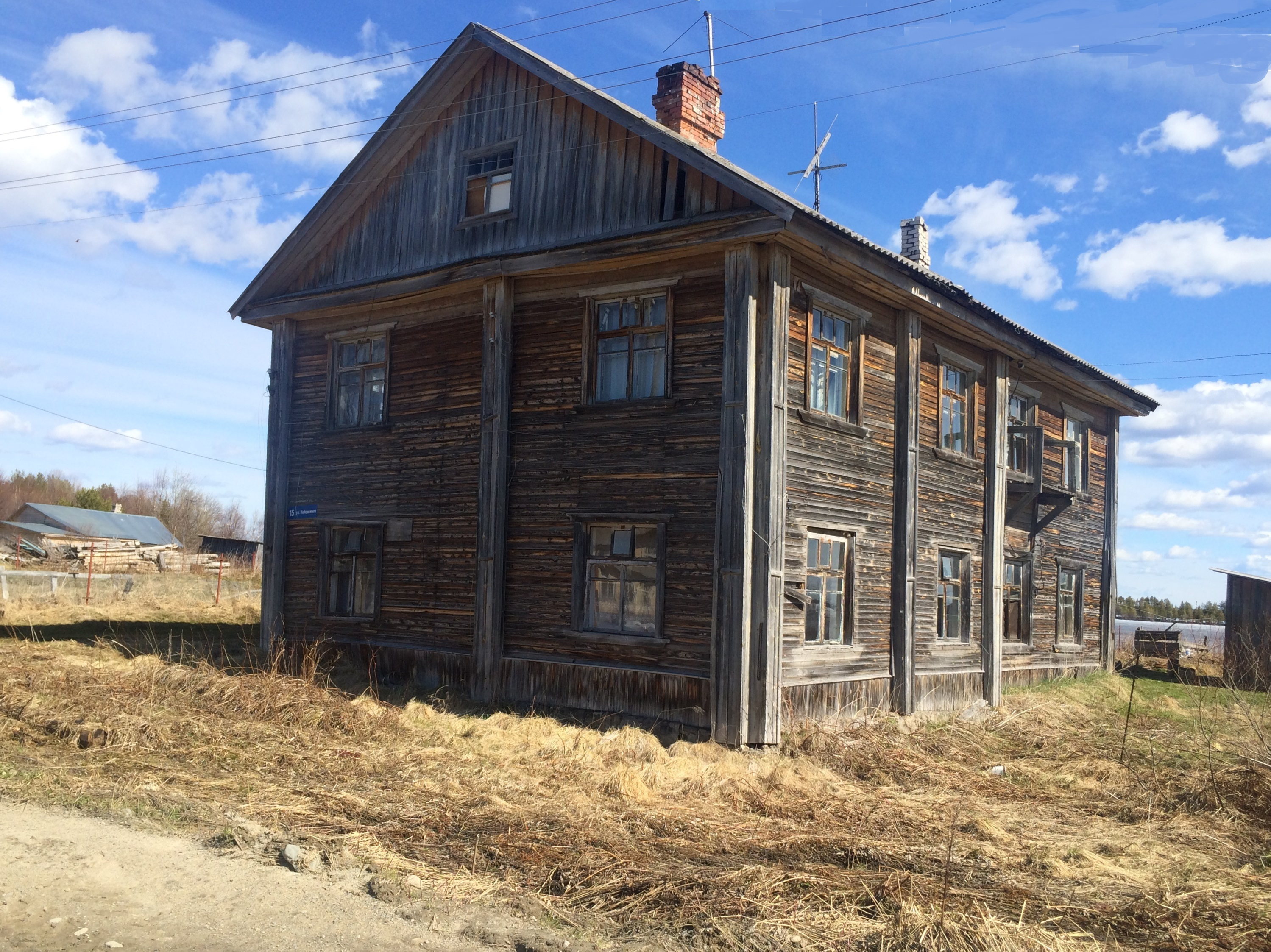
Жилой дом.
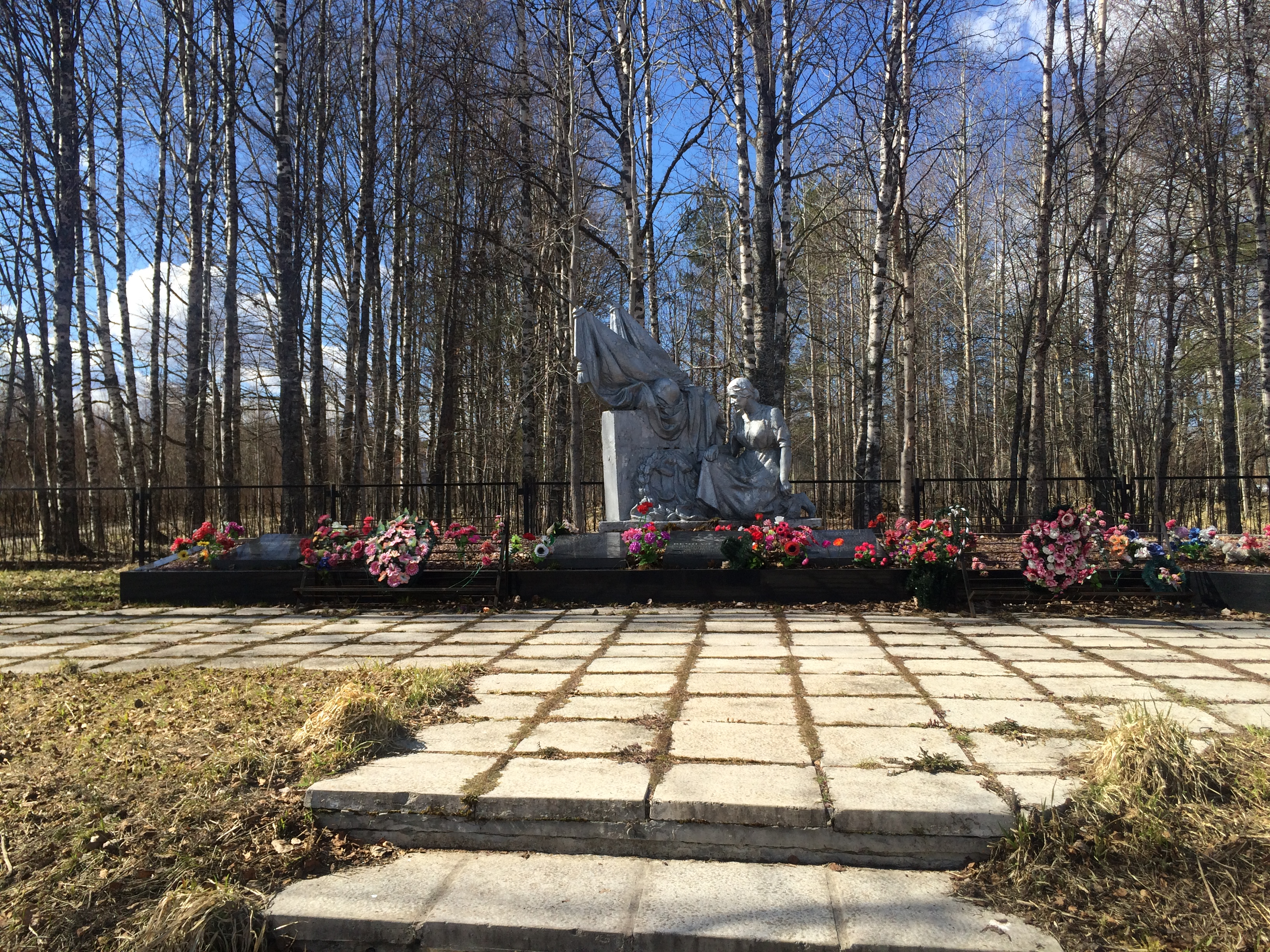
Братская могила.
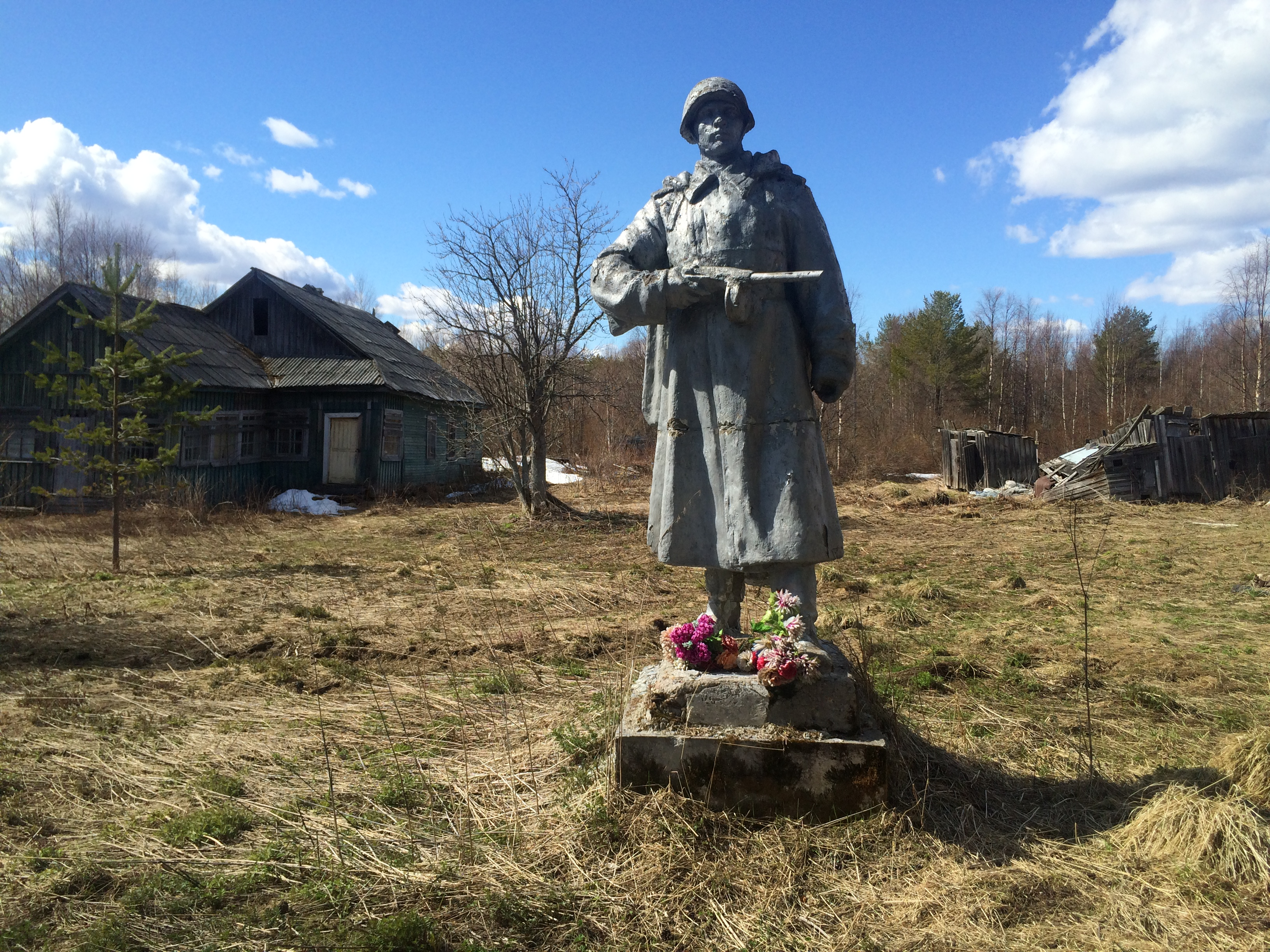
Памятник неизвестному солдату.
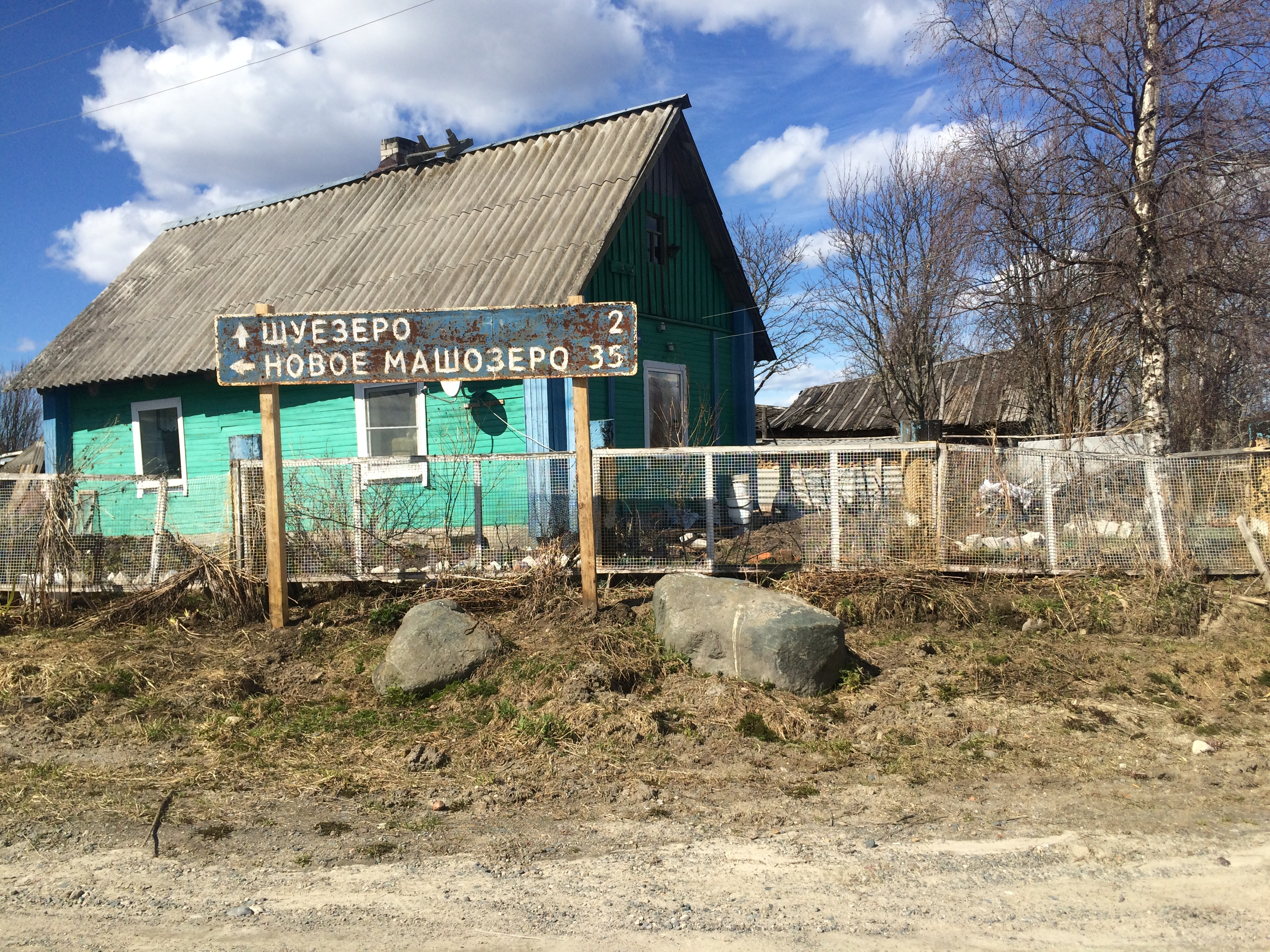
Указатель на развилке.